# اقتصاد بوركينا فاسو
بوركينا فاسو بديها متوسط دخل القوة الشرائية يعادل نصيب الفرد 1666 دولار والاسمي للفرد الواحد 790 دولار في عام 2014. ويعتمد الاقتصاد بشكل أساسي على الزراعة وتربية الماشية. حيث يعتمد أكثر من 80٪ من السكان على زراعة الكفاف، والذي يشارك في جزء صغير من الصناعة وصناعة الخدمات. الدرجة العالية من هطول الأمطار المتغير، وضعف التربة، وانعدام الاتصالات الكافية وغيرها من البنية التحتية، ومعدل الإلمام بالقراءة والكتابة المنخفض، والاقتصاد الراكد كلها مشاكل طويلة الأمد في هذا البلد غير الساحلي. يبقى اقتصاد التصدير أيضاً عرضة لتقلبات الأسعار العالمية.
احتلت بوركينا فاسو المركز 124 في مؤشر الابتكار العالمي عام 2023. لكنها تراجعت إلى المركز 129 في مؤشر عام 2024. 

## الاتجاه الاقتصادي الكلي
يوضع هذا الرسم البياني لاتجاه الناتج المحلي الإجمالي لبوركينا فاسو بأسعار السوق المقدرة من قبل صندوق النقد الدولي مع أرقام بملايين الفرنكات.
| عام  | إجمالي الناتج المحلي | سعر صرف الدولار        | مؤشر التضخم (2000 = 100) |
| ---- | -------------------- | ---------------------- | ------------------------ |
| 1980 | 412,240              | 211.29 فرنك غرب أفريقي | 45                       |
| 1985 | 642,387              | 449.22 فرنك غرب أفريقي | 67                       |
| 1990 | 848,910              | 272.26 فرنك غرب أفريقي | 65                       |
| 1995 | 1,330,159            | 499.12 فرنك غرب أفريقي | 88                       |
| 2000 | 1,861,522            | 711.86 فرنك غرب أفريقي | 100                      |
| 2005 | 3,027,196            | 526.56 فرنك غرب أفريقي | 115                      |

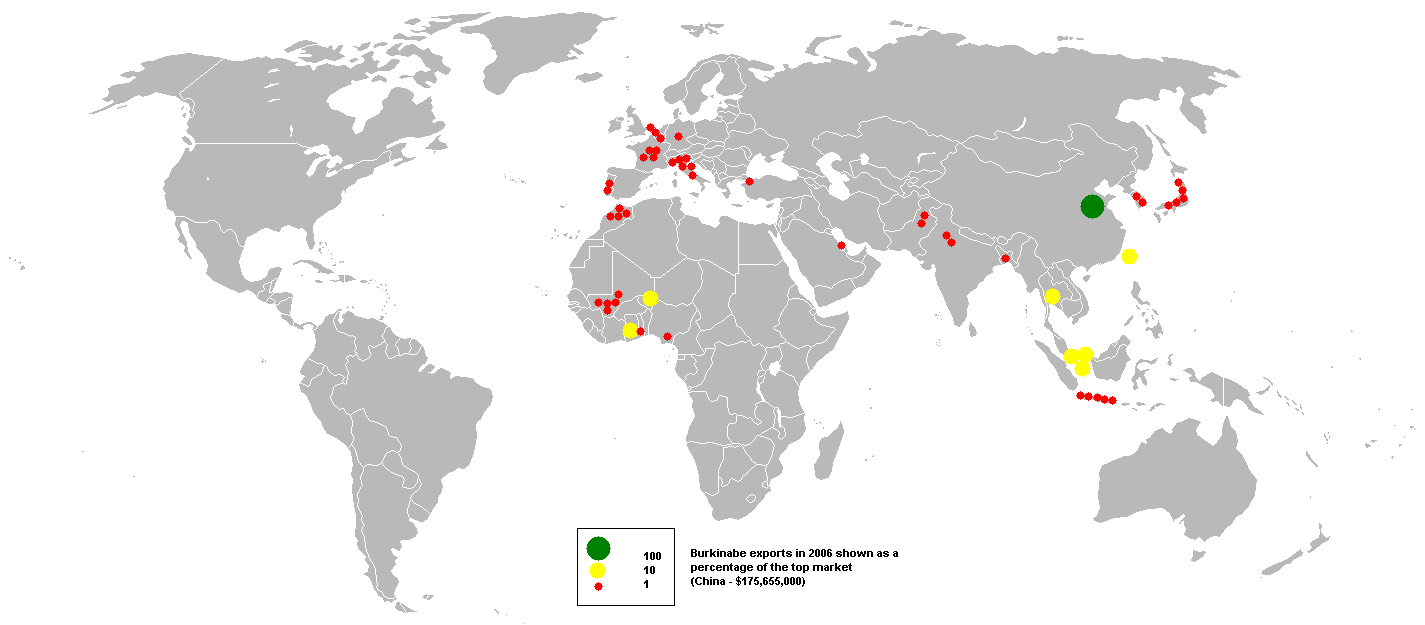
وجهات التصدير الرئسية لبوركينا فاسو في عام 2006

نما نصيب الفرد من الناتج المحلي الإجمالي في بوركينا فاسو بنسبة 13٪ في الستينيات ليصل إلى ذروة نمو بلغت 237٪ في السبعينيات. لكنه تراجع إلى 23٪ في الثمانينيات. ثم تقلص بنسبة 37٪ في التسعينيات.
على الرغم من أن بوركينا فاسو تعاني من ضعف شديد في الاقتصاد المحلي من الموارد، إلا أنها تظل ملتزمة ببرنامج التعديل الهيكلي الذي أطلقته في عام 1991. وقد تعافت إلى حد كبير من انخفاض قيمة الفرنك في يناير 1994، بمعدل نمو بلغ في عام 1996 5.9٪.

## الزراعة
يعمل بزراعة حولي 90٪ من السكان، ولكن نظرًا للتغيرات المناخية في هطول الأمطار وبسبب وجود عدد قليل من المجاري المائية الدائمة، يقتصر الري على 15,000 هكتار فقط (37,067 فدانًا) من إجمالي 3.27 مليون هكتار في البلاد (8.1 مليون فدان). المحاصيل الأساسية هي الدخن، الذرة والأرز، القطن، الفول السوداني، و السمسم .
وفي عام 2018 أنتجت بوركينا فاسو عام 2018:
- 1.9 مليون طن من السورغم ؛
- 1.7 مليون طن من الذرة ؛
- 1.1 مليون طن من الدخن ؛
- 630 ألف طن من اللوبيا (ثالث أكبر منتج في العالم) ؛
- 490 ألف طن قصب السكر .
- 482 ألف طن من القطن .
- 329 ألف طن من الفول السوداني ؛
- 253 ألف طن من بذور السمسم (ثامن أكبر منتج في العالم) ؛
- 240,000 طن من الخضار .
- 160 ألف طن من الأرز .
- 103 آلاف طن من الكاجو (ثاني أكبر منتج في العالم) ؛

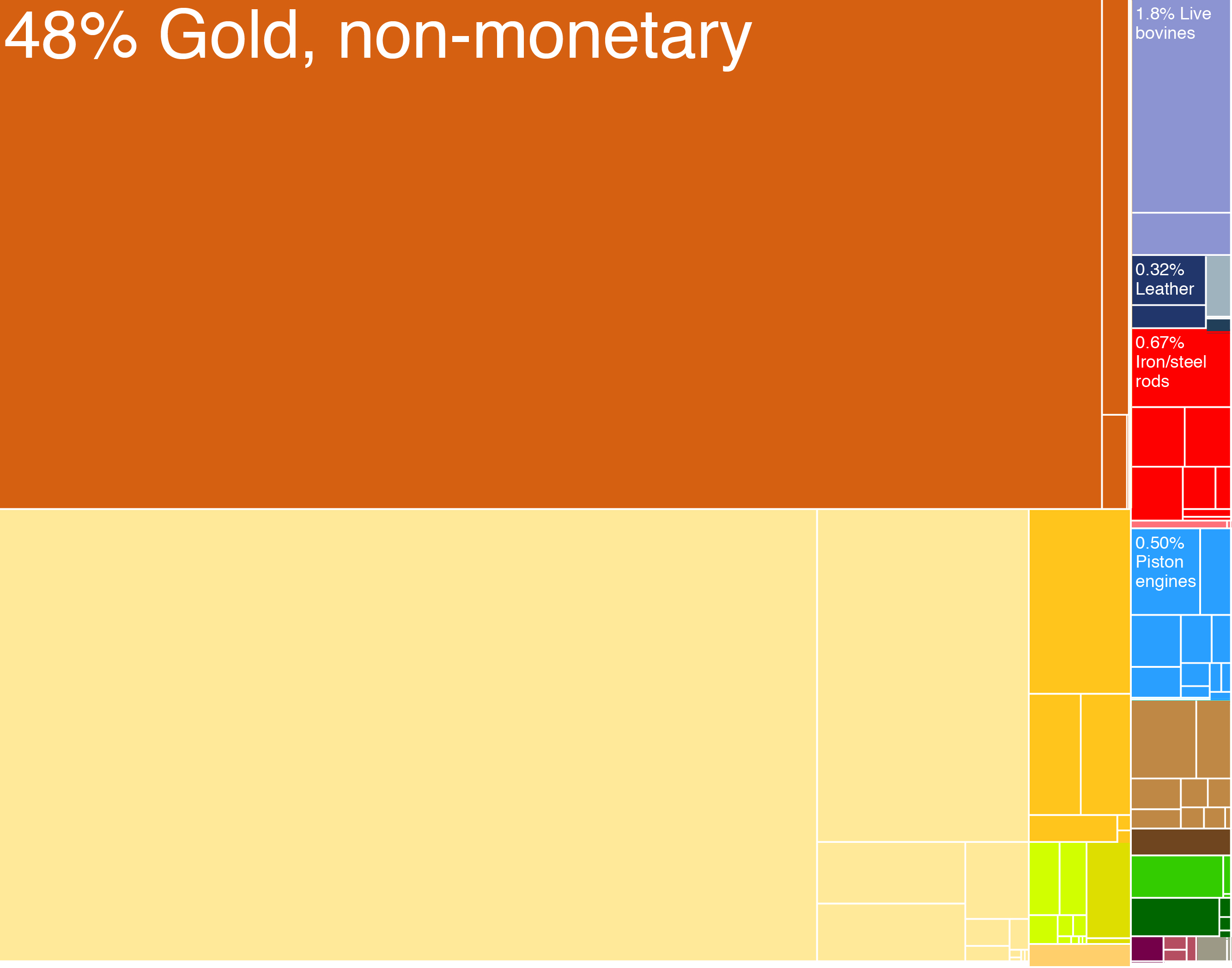
تمثيل نسبي لصادرات بوركينا فاسو

بالإضافة إلى إنتاج أقل من المنتجات الزراعية الأخرى.

## التصنيع
يقتصر أداء التصنيع على تجهيز الأغذية، والمنسوجات. الموارد الطبيعية القابلة للاستغلال في بوركينا فاسو محدودة، على الرغم من وجود رواسب خام المنغنيز في المنطقة الشمالية الشرقية النائية. زاد تعدين الذهب بشكل كبير منذ منتصف الثمانينيات، وهو، إلى جانب القطن، مصدر أموال رئيسي. وتوجد المصانع في المقام الأول في بوبوديولاسو، واغادوغو، بانفورا، و كودوغو.